# Úrsula González
Úrsula González (Ciudad Victoria, 22 novembre 1991) è una schermitrice messicana.

## Palmarès
In carriera ha conseguito i seguenti risultati:
- Giochi Panamericani:

Guadalajara 2011: argento nella sciabola a squadre.